# Villa Halle
Die Villa Halle befindet sich in Bremen, Stadtteil Schwachhausen, Ortsteil Gete, Kurfürstenallee 11. Das Gebäude entstand 1912 nach Plänen von Ernst Rentsch. Es steht seit 1998 unter Bremer Denkmalschutz.

## Geschichte
Die zweigeschossige, verputzte, fast quadratische Villa mit Satteldach und gartenseitig mit einem großen Erker und Terrasse im zweiten Obergeschoss, wurde 1912 in der Epoche der Jahrhundertwende in sehr klarer Formensprache für den Kaufmann Alf Halle gebaut. In dieser Zeit entstanden in der Nähe die Villen Kurfürstenallee Nr. 8 (Oelzweig-Haus), Nr. 15 (heute Bremer Logenhaus) und Nr. 23 (Haus Ritter).
Heute (2018) wird das Haus durch Wohnungen und Praxen genutzt.